# Владимир Крилов
Владимир Василиевич Крилов е руски военен деец, генерал-майор.

## Биография

### Ранен живот и постъпване в армията
Роден е през 1830 година в Руската империя. Завършва военно пехотно училище, а после и Военна академия. В периода 1877-1878 година е командир на Сибирския пехотен полк в състава на 1-ва бригада от 19-а пехотна дивизия, базирана в Саратов.

### Политическа кариера
През 1881 г. с указ № 565 е назначен за военен министър на Княжество България, но заболяване го принуждава да се завърне в Русия. По негова инициатива народното събрание приема „Постановление за приемане във войската волноопределящи“ и „Общи постановления за юнкерите и възпитаниците на Военното училище“.